# Letino
Letino (Ru Tinu en dialecte) est une commune italienne de la province de Caserte, dans la région Campanie.

## Géographie
Le petit village de montagne de Letino est situé sur le versant sud du massif du Matese. Assis sur un long éperon rocheux, la crête qui unit le monte La Macchia (1 062 m) au monte Pignatelli (1 196 m), il domine la vallée de la rivière Lete. Après un parcours d'environ huit kilomètres, avec des cascades et des chutes d'eau, cette dernière verse son tribut d'eau dans le lac de Letino, s'enfonçant ensuite dans les grottes profondes du Caùto et sortant finalement à l'air libre dans le ravin de la Riva di Prata. 
L'habitat est de type rustique-montagnard, les maisons, leurs fenêtres et balcons sont exigus pour affronter la rigueur de l'hiver. Les rues sont étroites, souvent en escalier, parfois pavées de pierres brutes. Les toits sont en tuile, fabriquées dans l'ancienne pincera, sorte de fabrique artisanale où l'on élaborait les produits en argile. 
Le village est relié au reste du monde par une seule route qui, partant à l'est du col de Pretemorto, aujourd'hui Miralago (1 100 m), longe la plaine du lac Matese et du lac de Gallo, pour se terminer à Capriati a Volturno. 
Le territoire communal, d'une superficie d'environ 30 km², confine au nord avec Roccamandolfi (Province d'Isernia), à l'est avec San Gregorio Matese, au sud avec Valle Agricola, au sud-ouest avec Prata Sannita, et à l'ouest avec Gallo Matese.      
Le territoire communal s'étend sur 31 km², avec une altitude comprise entre 828 m au-dessus du niveau de la mer dans la localité de Cavuto et 1 725 m dans la localité de Vallocchie Scure, au pied du mont Miletto. Le village est situé à 961 mètres d'altitude. 
Le lac Letino, ou Caùto, est un lac artificiel situé non loin du village. Il a été construit au début du XXe siècle pour alimenter la centrale électrique de Prana Sannita. Sa superficie est de 1,1 km², son volume d'eau est de 925 000 m3 et son niveau maximal de retenues est de 908 mètres.

## Histoire
Dans la description historique de Tite-Live, le village de Letino était peut-être l'un des deux vichi (lieu habités), peuplés d'antiques populations pastorales (l'autre vico étant semble-t-il la terre de Valle Agricola. Il semble toutefois que des établissements humains existaient déjà au Néolitique, en témoigne la découverte de restes de murs polygonaux construits sur la crêt des Preci. 
Des historiens plus récents comme Biondi, Ciarlanti, Alberti, Galanti et Bacco, évoquent une petite tribu Samnites comme en témoigne les vestiges archéologiques situés dans la zone du Campo delle Secine. A l'époque romaine, le site fut fortifié. Avant même l'arrivée des Lombards, à la suite des incursions des Sarrasins au IXe siècle (dont les razzias de 874), le vico romain se transforma en château.  
Avec Roger Ier de Sicile (dit Roger le Normand), la Terra del Tino (Letino) connut l'apogée de sa splendeur militaire. Au Moyen Âge, Letino appartint à Raione di Prata qui y gouverna de 1118 à 1154. Puis en 1168, sur ordre du pape Alexandre III (1159-1181), le fief fut accordé à l'Abbesse du couvent de San Vittorino de Bénévent.  
Au cours du XIIIe siècle, investi par Frédéric II de Souabe, Giovanni Pagano, noble originaire de Prata dans la principauté d'Ultra, aujourd'hui province d'Avelino, prit possession du territoire de Letino, y compris son château. Sa famille le gouverna pendant plus d'un siècle. 
Au XIVe siècle, il fut le fief des barons Della Penna, puis des barons d'Aragona, et plus tard des barons Carbonelli. 
Sous la régence d'Ippolita d'Aragona, les statuts furent approuvés, reconnaissant une certaine autonomie administrative au peuple de Letino. En 1531, le fief de Letino était évalué à mille ducats, avec une population de soixante-douze familles et un revenu de trente-neuf ducats. 
Le dernier seigneur féodal fut Marco Aurelio Carbonelli, qui gouverna jusqu'à l'abolition du féodalisme en 1806. 
En 1877, la République sociale anarchiste fut proclamée par la Banda del Matese, composée de militants anarchistes de la Fédération anarchiste italienne. Avec les masses locales, ils hissèrent  le drapeau rouge et noir dans la ville. Les membres de la cette bande furent arrêtés par les autorités préétablies du Royaume d'Italie et détenus pendant une longue période. Jugés pour un précédent affrontement avec un policier décédé, ils furent néanmoins acquittés. 
De 1927 à 1945, la ville a appartenu à la province de Campobasso en raison de la suppression temporaire de la province de Caserte. 
Le 24 octobre 1943, pendant la Seconde guerre mondiale, des soldats allemands y tuèrent quatre jeunes hommes.

## Monuments et Sites touristiques

### Le Château
Le château de Letino est situé sur une colline surplombant la ville, à 1 200 mètres d'altitude. 
Fondé au XI⁰ siècle, il abritait une garnison permanente chargée de surveiller la région du Haut Matese. Il a subi de nombreuses transformations au fil du temps. 
Le côté le plus long, orienté est-ouest, mesure 90 mètres de long, tandis que le côté le plus court, orienté nord-sud, mesure 40 mètres. Les murs massifs, de formes irrégulières, sont ponctués de cinq tours de guet circulaires. 

A l'intérieur des remparts se trouve le sanctuaire de Santa Maria del Castello construit au XVIIe siècle, absorbant une grande partie de l'édifice. Il n'y a plus d'autres bâtiments à l'intérieur des remparts, à tel point que l'espace intérieur abrite le cimetière du village. L'édifice offre une vue imprenable de la vallée du Parc Régional du Matese 

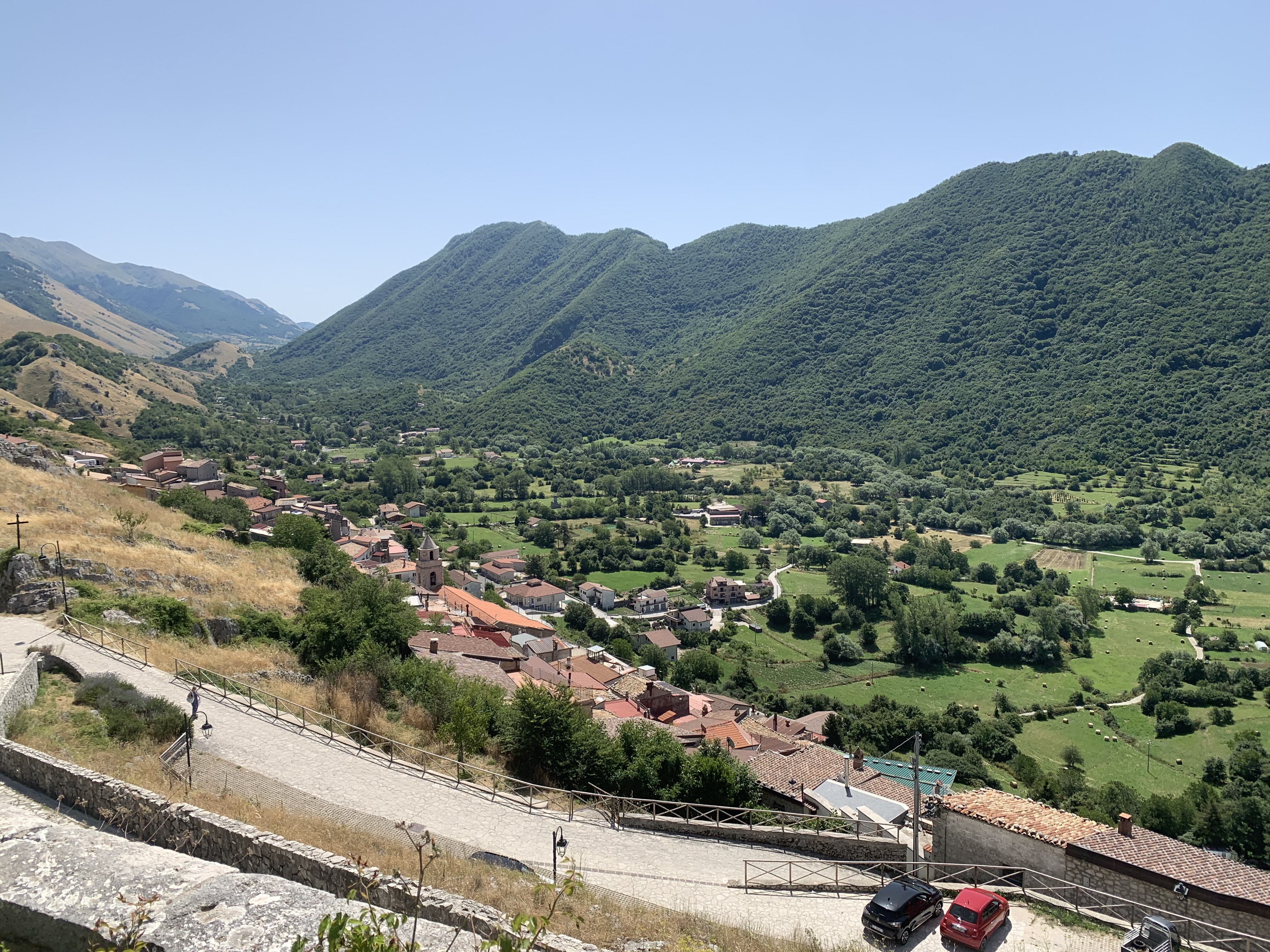
Vue de la vallée du Parc Régional du Matese

### Le Sanctuaire de Santa Maria del Castello
Cette église, isolée du village mais accessible en voiture, a été construite au XVIIe siècle dans l'enceinte même du château. De structure très simple, construite en pierre locale, elle présente une façade en pignon surmontée d'un simple oculus visible depuis le cimetière adjacent. 
Le côté gauche intègre deux tours des remparts du château. L'intérieur, à nef unique aux voûtes basses, de forme étroite et allongée, abrite quatre autels de chaque côté ainsi qu'un maître-autel plus haut que les autres. L'endroit offre une vue unique sur la vallée. 
La gardienne du château (Del Giudice Giuseppa, née en 1938), par dévotion pour la Madone, montait trois fois par jour pour y sonner les cloches, été comme hiver, avant d'être frappée par la foudre. 

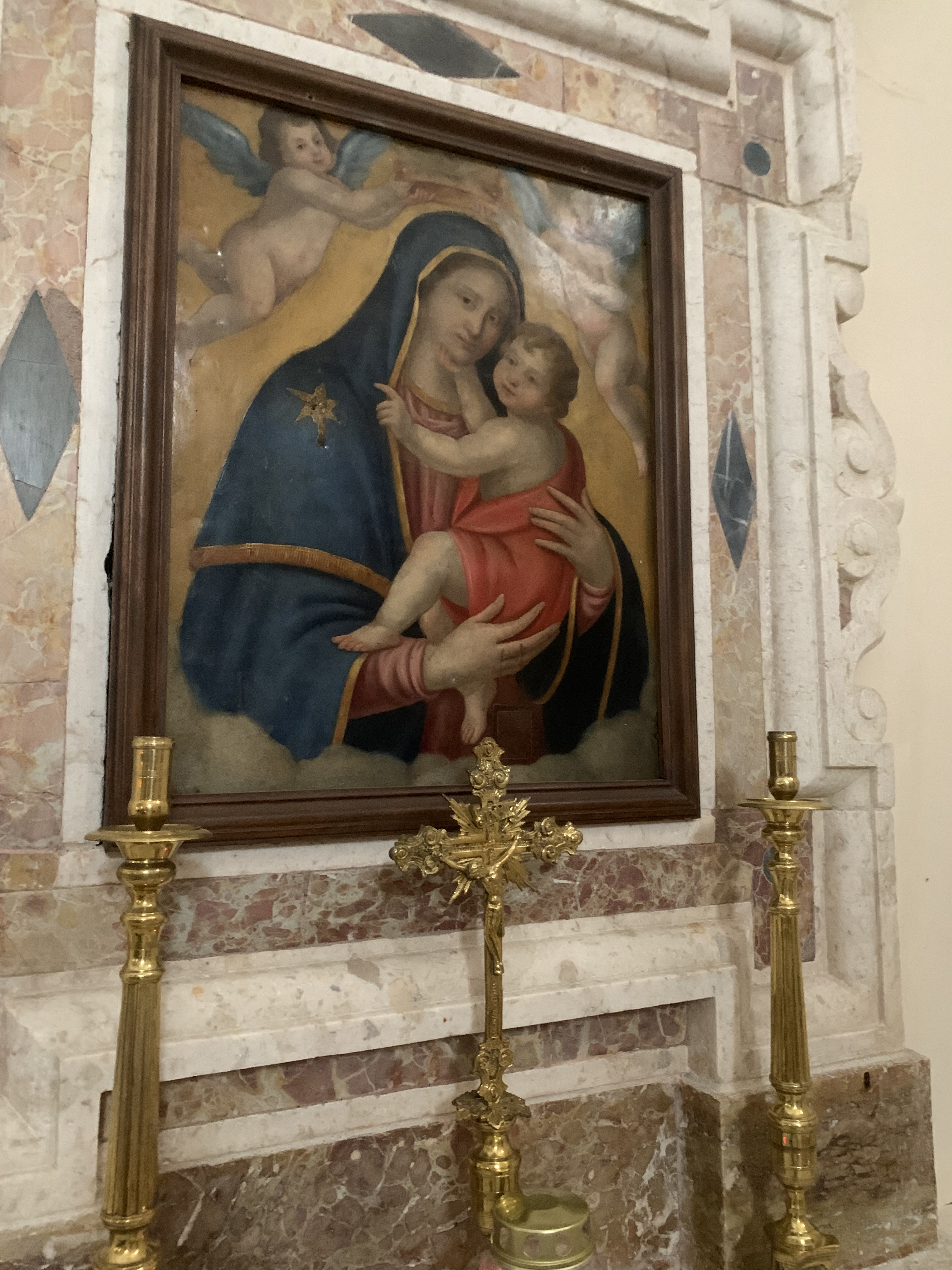
Autel latéral droit de l'église du château

### L'église San Giovanni Battista
L'église Saint-Jean-Baptiste est située à côté de l'Hôtel de Ville et facilement reconnaissable par son clocher pittoresque. Elle est un lieu de culte depuis la fin du Moyen Âge. Sa façade présente une entrée surmontée d'un clocher carré à trois étages, tandis que le clocher supérieur est octogonal. 
L'église possède une nef unique couverte de voûtes d'ogives. A l'intérieur se trouvent deux fresques représentant Saint Antoine accompagné de Saint Gilles (1575) et une autre de Saint Jean. Au fond de l'église se dresse un autel majestueux en marbre polychrome datant de la fin du XVIIe siècle ainsi qu'une balustrade en marbre du début du XVIIIe siècle.

### Les Grottes de Cauto
Situées près du Lac Letino, elles sont un complexe de cavités naturelles composées d'une branche encore traversée par l'eau et d'une branche fossile que l'on peut visiter. 
La galerie supérieure, qui correspond à l'ancien cours de la rivière Lete, est une succession de puits, de chutes et de petits canyons. Dans la plus grande salle, haute de plus de trente mètres, se trouvent de magnifiques stalactites et stalagmites. 
La galerie intérieure mesure environ 500 mètres de long et présente une chute d'environ 90 mètres. Le long de ses branches, on peut admirer diverses espèces animales insolites (insectes et crustacés à coquille blanche).

## Culture

### Costume
- Le costume traditionnel des femmes de Letino est particulièrement intéressant avec ses couleurs vives et ses riches décorations. La tradition du port de ce costume est toujours célébrée, notamment au mois d'août, par une comédie montrant ce que les jeunes hommes devaient faire pour épouser une jeune fille du pays. Ces représentations comprennent des chants et des danses interprétés par les garçons accompagnés d'un accordéon[3].

### Festival
- Le village accueille tous les ans (au mois de juillet) un grand festival regroupant des artistes en résidence qui proposent des concerts au château, des expositions de peintres et de plasticiens, ainsi que des conférences et de nombreuses activités sportives et culturelles pour adultes (mais aussi réservées aux enfants) : cours de cuisine, d'aquarelle, de kayak et de parapente, soirées dansante, etc.[7].

## Administration
| Période                                  | Période | Identité | Étiquette | Qualité |
| ---------------------------------------- | ------- | -------- | --------- | ------- |
|                                          |         |          |           |         |
| Les données manquantes sont à compléter. |         |          |           |         |

## Communes limitrophes
Gallo Matese, Prata Sannita, Roccamandolfi, San Gregorio Matese, Valle Agricola